# Décembre 1882

## Événements
- 8 décembre : ouverture de l'École du Louvre, fondée par Antonin Proust, Jules Ferry, Louis Courajod et Louis Nicod de Ronchaud.

- 30 décembre :
  - Fondation de la Société royale du Canada.
  - France : création de l'école normale supérieure de garçons de Saint-Cloud.

## Naissances
- 26 décembre : Louis Heusghem, coureur cycliste belge († 26 août 1939).
- 25 décembre : John Stewart McDiarmid, lieutenant-gouverneur du Manitoba.
- 28 décembre : Sir Arthur Eddington, astronome et physicien britannique.

## Décès
- 6 décembre : Louis Blanc, historien et homme politique socialiste français (né à Madrid en 1811).
- 6 décembre : Anthony Trollope, romancier britannique parmi les plus célèbres de l'ère victorienne (° 24 avril 1815).
- 9 décembre : Hugh Allan, homme d'affaires canadien.
- 23 décembre : Ferdinand-François-Auguste Donnet, cardinal français, archevêque de Bordeaux (° 16 novembre 1795).
- 31 décembre : Léon Gambetta, homme d'État français (° 2 avril 1838).